# Người Pygmy

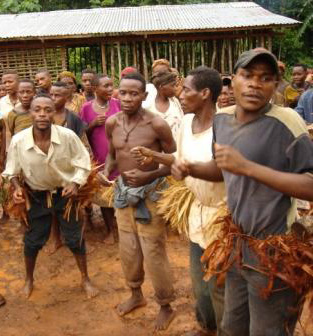
Những vũ công người Baka tại vùng Đông, Cameroon.

Người Pygmy hay còn gọi là người lùn hay người Píc-mê là những dân tộc, sắc tộc mà chiều cao thấp một cách khác thường; các nhà nhân loại học định nghĩa một người pygmy là thành viên một dân tộc có chiều cao trung bình của người nam trưởng thành dưới 150 cm (4 feet 11 inch). Những dân tộc cao hơn một chút được gọi là "pygmoid" trong tiếng Anh.
Thuật ngữ này thường gắn liền với những nhóm người tại Trung Phi, như người Aka, người Efé và người Mbuti. Nếu thuật ngữ pygmy được dùng cho những nhóm người mà đàn ông trưởng thành cao dưới 1,55 mét (5 feet 1 inch), thì cũng có người Pygmy tại Úc, Thái Lan, Malaysia, quần đảo Andaman, Indonesia, Philippines, Papua New Guinea, Bolivia và Brasil.